# Necha Batase
Necha Batase – gaun wikas samiti we wschodniej części Nepalu w strefie Sagarmatha w dystrykcie Solukhumbu. Według nepalskiego spisu powszechnego z 2001 roku liczył on 731 gospodarstw domowych i 3650 mieszkańców (1918 kobiet i 1732 mężczyzn).